# 曲管食植瓢蟲
曲管食植瓢蟲（学名：Epilachna sauteri）为瓢蟲科食植瓢蟲屬下的一个种。